# 66458 Ромапланетаріо
66458 Ромапланетаріо (66458 Romaplanetario) — астероїд головного поясу, відкритий 22 серпня 1999 року.
Тіссеранів параметр щодо Юпітера — 3,306.